# Talsperre Morgavel
Die Talsperre Morgavel (portugiesisch Barragem de Morgavel) liegt in der Region Alentejo Portugals im Distrikt Setúbal. Sie staut den Morgavel zu einem Stausee (port. Albufeira da Barragem de Morgavel) auf. Die Stadt Sines befindet sich ungefähr sechs Kilometer nordwestlich der Talsperre.
Die Talsperre wurde 1980 fertiggestellt. Sie dient der Trinkwasserversorgung. Die Talsperre ist im Besitz der INAG.

## Absperrbauwerk
Das Absperrbauwerk ist ein Staudamm mit einer Höhe von 52 m über der Gründungssohle (45 m über dem Flussbett). Die Dammkrone liegt auf einer Höhe von 70 m über dem Meeresspiegel. Die Länge der Dammkrone beträgt 2.700 m.
Der Staudamm verfügt sowohl über einen Grundablass als auch über eine Hochwasserentlastung. Über die Hochwasserentlastung können maximal 54 m³/s abgeleitet werden.

## Stausee
Beim normalen Stauziel von 68,3 m erstreckt sich der Stausee über eine Fläche von rund 3,4 km² und fasst 32,5 Mio. m³ Wasser – davon können 27 Mio. m³ genutzt werden.